# Klostertal-Museum

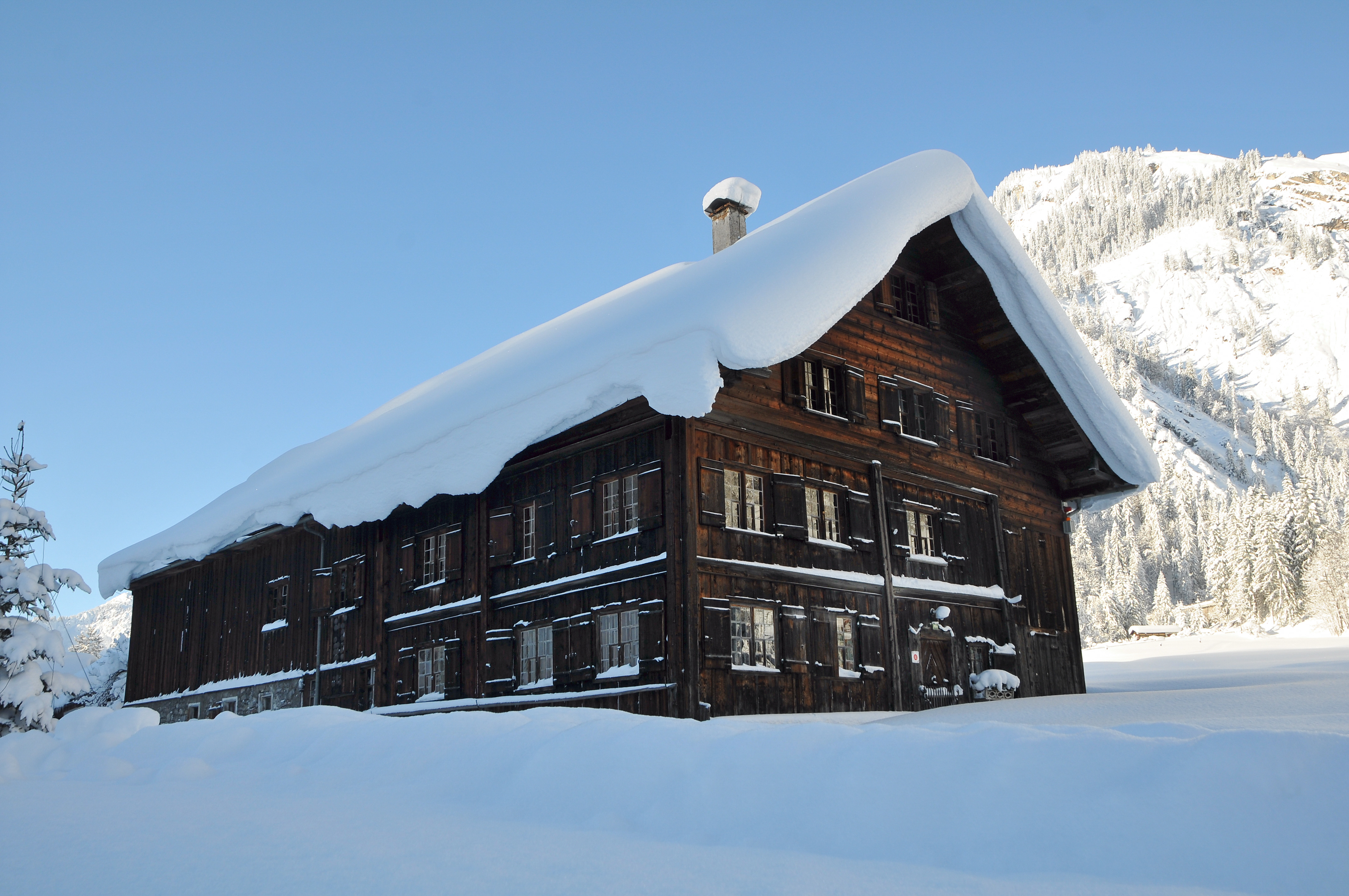
Klostertal-Museum (2011)

Das Klostertal-Museum ist ein von den drei Gemeinden Innerbraz, Dalaas und Klösterle des Klostertales in Vorarlberg getragenes Heimatmuseum im Ort Wald am Arlberg.

## Museumsgebäude
Das Anwesen aus dem Jahr 1642 mit einem Bauernhaus und einem Stall, wobei der First der Satteldächer in einer Linie lagen, wurde 1874 mit einem Zwischentrakt versehen, womit die Bewohner trockenen Fußes zur Stallarbeit gehen konnten. Vor dem Wohntrakt des heute denkmalgeschützten Objekts befindet sich ein eingezäunter Bauerngarten. Vor dem Stalltrakt, wo ehedem der Misthaufen war, befindet sich jetzt ein Parkplatz.

## Auszeichnungen
- 1996 Österreichischer Museumspreis Anerkennungspreis
- 2024 Europa-Staatspreis in der Kategorie "Kunst und Kultur"[1]

## Sonderausstellungen
- 2002: Weltkulturen der Hinterglasmalerei. Sammlung Udo Dammert Europa-Asien-Moderne
- 2003: Anne Frank. Eine Geschichte für heute
- 2004: Glong. Vergessene Realität
- 2005: Hannes Schneider. Pionier des Skisports
- 2005: Ein KZ-Pater am Friedhof Braz. Leonhard Roth
- 2005: Aufbruchstimmung. Das Klostertal 1945 bis 1960
- 2006: Barockmalerei im südlichen Vorarlberg. Zum 250. Geburtstag von Franz Thomas Leu
- 2007: Das Ende des Mittelalters im Klostertal. Zur Kristbergkirche[2][3]
- 2011: Der Arlberg und seine Straße[4]
- 2012: Von schroffen Bergen eingeschlossen
- 2013: "Zum Auslande Zuflucht nehmen." Migrationen in der Geschichte des Klostertals
- 2014: Alpe Mähren - Radonatobel
- 2015: Das Klostertal im Zeitalter der Extreme 1914 bis 1945
- 2016: So sen mir halt
- 2016: Haselfichten. Das Holz und seine Klänge
- 2017: Alpe Spullers
- 2018: 50 Jahre Diözese Feldkirch
- 2018: In valle sancte Marie
- 2019: Lebenswege. Aspekte der Zuwanderung aus dem Trentino ins Klostertal
- 2019: Der Thöny-Hof. Ein Haus und seine Geschichte
- 2019: Entlang der Gemeindegrenzen von Dalaas
- 2020: Klostertal. Mai 45
- 2020: Wintersport im Klostertal
- 2021: Historische ArchitekTouren
- 2021: Nach Westen: Saisonale und dauerhafte Auswanderung aus dem Klostertal[5]
- 2021: „MEJES“ Bauernhöfe in Gröden – Das Gedächtnis einer Landschaft
- 2022: Auf den Bergen des Klostertals
- 2022: Human Times
- 2022: Alpine Wasserwelt
- 2023: Natura 2000
- 2023: Barock. Eine Epoche und ihr Erbe
- 2024: Stuben am Arlberg und die Albonabahn
- 2024: Bienen erleben
- 2024: Historische Gasthäuser